# Sid Meier’s Railroad Tycoon
Sid Meier's Railroad Tycoon (с англ. — «Железнодорожный магнат») — компьютерная игра в жанре экономической стратегии в реальном времени, разработанная и изданная MicroProse в 1990 году. Игра является первой в серии Railroad Tycoon.

## Игровой процесс
Игра может проходить на одной из четырёх карт: Восток США (с 1830 г.), Запад США (с 1866 г.), Англия (с 1828 г.), Европа (с 1900 г.).
В начале игры пользователь выбирает карту, уровень сложности: вкладчик (investor), финансист (financier), босс (mogul), магнат (tycoon), стиль поведения компьютерных игроков-соперников и реалистичность экономической модели. Стартовый капитал игрока на всех уровнях сложности составляет 1 млн долларов или фунтов.
Целью игры является увеличение капитала собственной железнодорожной компании за счёт перевозки грузов, строительства железнодорожных путей, составов и станций. В зависимости от успеха компании игроку может быть присвоено очередное звание, последнее из которых — президент США.
Основной экран, где игрок проводит большую часть времени — карта местности с возможностью просмотра в четырёх масштабах: от самого крупного, в котором видна вся игровая карта, до подробного, со зданиями и элементами местности.
Игроку разрешается иметь до 60 поездов, до 60 остановочных пунктов и до 120 семафоров и остановочных пунктов в сумме.

### Исторические личности
- Cornelius Vanderbilt
- Daniel Drew
- Jim Fisk
- Jay Gould
- Erastus Corning
- J.Pierpont Morgan
- J. Edgar Thompson
- Jim Hilll
- Jay Cooke
- John Forbes
- Czar Nicholas II
- V.I. Lenin
- Charles de Gaulle
- Napoleon III
- Otto von Bismarck
- Benito Mussolini
- George Stephenson
- Robert Stephenson
- Isambard K. Brunel
- George S. Hudson
- Helmuth von Moltke
- Baron Rothschild

### Системные требования
Видеоадаптеры: CGA, Tandy 1000, EGA, MCGA, VGA. Устройства вывода звука: PC speaker, Tandy, Adlib, Roland MT-32, есть возможность добавления дополнительного драйвера.

## Разработка и выпуск
По утверждению Брюса Шелли, когда он начал работать в MicroProse, то он приносил с собой настольные игры, и в частности сотрудники часто играли в 1830: The Game of Railroads and Robber Barons и эта игра существенно повлияла на Railroad Tycoon.
Игра была задумана Сидом Мейером, когда он был в отпуске на неделю и взял с собой компьютер. Тогда он написал простой симулятор поездов с перевозкой грузов, и тогда ему начали приходить идеи: «а что если сделать разные грузы? а что если добавить экспансию? а что если ввести экономику?» После отпуска был готов прототип, и далее компания начала работы над игрой, которые шли около 6 месяцев. Во время разработки, которая длилась 6 месяцев, члены команды побывали во многих местах — железнодорожных музеях, на железнодорожных станциях и др.
Одной из основных идей при создании игрового процесса, которые были придуманы во время разработки Railroad Tycoon, Сид Мейер называет создание множества простых систем-симуляций, которые доступны для понимания игрока, и далее объединение их в единый игровой процесс на принципах их конкуренции, и игроку приходится постоянно искать компромисс между ними. Например, имеются системы строительства, оперативная по принятию решений, экономическая, добычи и др. И игрок, исходя из имеющихся ресурсов, должен делать выбор — потратить их на строительство вокзалов, новых дорог, решать текущие проблемы, оптимизировать перевозки и так далее. Разработанный концепт далее использовался Сидом Мейером в Sid Meier's Civilization наряду с другими дополнениями в игровом процессе.
Одной из ранних идей в разработке была создание сложных метеоусловий, которые негативно влияли на движение поездов и постройку. Данную идею тестировали глазами геймдизайнера, и Сид Мейер с Брюсом Шелли пришли к выводу, что весь данный функционал должен быть убран, так как это напрягает игрока из-за того, что тот ничего не может сделать со стихией, и это ухудшало играбельность. Соответственно, это стало опытом, на основании одного из которого было сформулировано правило «the player must always be the star» (с англ. — «Игрок всегда должен быть звездой [геймдизайнера]»), так как, смотря на это стало понятно, что появившийся элемент принёс удовольствие кому-то другому (программисту или геймдизайнеру), но не приносит ничего игроку. Впоследствии создавались только такие подобные элементы, которые игрок мог контролировать. Например, происходившие наводнения имеют место не на всей карте, и для уменьшения рисков игрок мог использовать специальные повозки (из металла), а деревянные были дешевле, но более рискованны.
Защита игры от нелегального распространения осуществляется с помощью проверки знания игроком моделей локомотивов, справочник по которым включён в руководство. Игроку показывают изображение локомотива и 20 вариантов ответа. В случае неправильного ответа игроку не позволяется иметь более двух железнодорожных составов. Однако, практически сразу после выхода игры, распространилась программа-загрузчик, убирающая эту защиту.
Брюс Шелли в свое время подсчитал на основании зарплат и времени на проекте для оценки, сколько стоила разработка Railroad Tycoon, и получилось 167 тысяч долларов США.

## Оценки и мнения
| Иноязычные издания    | Иноязычные издания                                              |
| Издание               | Оценка                                                          |
| --------------------- | --------------------------------------------------------------- |
| CVG                   | 94 %                                                            |
| Power Play            | 92 %                                                            |
| PC Leisure            | [ 7 ]                                                           |
| Награды               |                                                                 |
| Издание               | Награда                                                         |
| Computer Gaming World | Рейтинг лучших игр всех времён (1996), 41-е место               |
| Computer Gaming World | «Лучшая стратегия», «лучшая симуляция», «лучшая игра» 1990 года |

## Railroad Tycoon Deluxe
Deluxe версия игры Railroad Tycoon вышла в 1993 году.
В игру включены следующие карты: Восток США (1830, 1850, 1880, 1890 гг.), запад США (1830, 1850, 1880, 1890 гг.), Северная Америка (1830, 1850, 1880, 1890 гг.), Южная Америка (1890 г.), Африка (Южная и Центральная, 1870 г.), Европа (1830, 1870 гг.). На разных картах теперь могут быть разные типы перевозимых грузов.
Улучшена графика — игра работает в видеорежиме VGA с разрешением 640x400 точек, 256 цветов.
Поддерживаются следующие устройства вывода звука: PC speaker, Adlib, Covox, Sound Blaster, Pro Audio Spectrum, Roland MT-32. Добавлено больше звуковых эффектов.
В игру были добавлены 11 новых локомотивов, а также бандиты — поезд может быть ограблен в пути.
Для своего времени игра работала медленно и содержала много ошибок, поэтому, несмотря на улучшения, продавалась гораздо хуже своей предшественницы. К игре было выпущено несколько дополнений, исправляющих ошибки.
Хотя Сид Мейер считается разработчиком игры, он не принимал участия в работе над Deluxe версией.

## Технические сведения
Railroad Tycoon, Railroad Tycoon Deluxe, как и несколько других игр MicroProse, выпущенных в этот период времени (F-19 Stealth Fighter, Civilization, Colonization и некоторые другие) имеют очень похожее модульное построение: исполняемый код игры разбит на несколько функциональных частей, расположенных в разных файлах или в оверлее основного исполняемого файла.